# 군내면 (파주시)
군내면(郡內面)은 경기도 파주시의 면으로, 면적은 43.23 km2이다. 본래 장단군 군내면이었고, 현재는 파주시에 편입된 옛 장단군 지역과 함께 장단면 행정복지센터에서 관할한다. 한반도 군사 분계선을 사이에 두고 조선민주주의인민공화국 개성시 개풍구역과 접하며, 전 지역이 민간인출입통제구역 내에 있다.

## 역사
- 1963년 1월 1일 : 장단군 군내면이 파주군 임진면에 편입되었다.[2]
- 1972년 12월 28일 : 파주군 군내면으로 복구되었다.[3]
- 2021년 7월 1일 : 장단면 행정면 설치

## 행정 구역
| 법정리 | 한자명 | 행정리 | 비고                    |
| ------ | ------ | ------ | ----------------------- |
| 백연리 | 白蓮里 | 백연리 | 면사무소 소재지, 통일촌 |
| 정자리 | 亭子里 | -      | 거주 인구 없음          |
| 조산리 | 造山里 | 조산리 | 자유의 마을 (대성동)    |
| 읍내리 | 邑內里 | -      | 거주 인구 없음          |
| 송산리 | 松山里 | -      | 거주 인구 없음          |
| 점원리 | 點元里 | -      | 거주 인구 없음          |
| 방목리 | 芳木里 | -      | 거주 인구 없음          |

## 같이 보기
- 자유의 마을